# Lonchocarpus scandens
Lonchocarpus scandens là một loài thực vật có hoa trong họ Đậu. Loài này được (Aubl.) Ducke miêu tả khoa học đầu tiên.